# Seringes-et-Nesles
 Seringes-et-Nesles  là một xã ở tỉnh Aisne, vùng Hauts-de-France thuộc miền bắc nước Pháp.